# Michael Curtiz
Michael Curtiz (nacido Manó Kertész Kaminer; Budapest, 24 de diciembre de 1886-Hollywood, 10 de abril de 1962) fue un director de cine húngaro, originario de una familia judía.

## Biografía
Fue uno de los directores más prolíficos y polifacéticos de la historia del cine (llegó a rodar hasta 167 películas) a lo largo de una notable carrera de cincuenta años en que cultivó todos los géneros, y supo imprimir un gran ritmo y vitalidad a sus obras. Aunque afirmaba que nació un 24 de diciembre de 1886, tanto su fecha de nacimiento como otras circunstancias de sus primeros años están abiertos al debate, porque le gustaba contar cuentos chinos sobre sus orígenes, incluyendo que él había huido de su casa a los diecisiete años para unirse a un circo y que había sido miembro del equipo de esgrima húngaro en los Juegos Olímpicos de 1912. En realidad, Curtiz provenía de una convencional familia judía de clase media y estudió en la Universidad de Markoszy y la Real Academia de Teatro y Arte de Budapest antes de comenzar su carrera como actor y director con el nombre de Mihály Kertész en el Teatro Nacional de Hungría, en 1912. Al menos realizó una película en Hungría antes de marchar en 1913 a perfeccionar sus técnicas de cinematografía unos meses en el centro más importante de esa disciplina por entonces, en Copenhague, donde trabajó como actor en Atlantis (1913) de August Blom. Contribuyó a crear el cine húngaro dirigiendo desde entonces muchas películas, entre ellos uno de los primeros éxitos nacionales, Bánk Bán (1914). Puede decirse que su carrera cinematográfica, una de las más amplias de la historia del cine, se divide en cuatro periodos: el húngaro (1912-1918), el austriaco (1919-1925), el alemán (1925-1926) y el americano (1926-1961).
Al estallar la Primera Guerra Mundial, sirvió brevemente en el ejército austrohúngaro como artillero, pero volvió a hacer cine en 1915 y en ese año o los siguientes se casó con la actriz Lucy Doraine, de la que se divorciará en 1923. Al acabar la guerra, en Hungría empezó una guerra civil en cuyo curso tuvo problemas: el ejército de Miklós Horthy persiguió a judíos, intelectuales y comunistas; además tuvo que expatriarse cuando la industria del cine fue nacionalizada al advenir la efímera (duró algo más de cuatro meses) República Soviética Húngara de 1919. Se estableció en Viena (Austria), y allí hizo al menos 21 películas para Sascha Films, entre ellos las epopeyas bíblicas Sodom und Gomorra (Sodoma y Gomorra, 1922) y Die Sklavenkönigin (1924). Esta última, lanzada en los Estados Unidos con el título de La luna de Israel, llamó la atención del productor Jack Warner, quien lo contrató en 1926 con intención de que hiciera películas similares para la Warner Brothers. Cuando marchó a Estados Unidos, dejó atrás al menos un hijo ilegítimo y una hija ilegítima, y en Hollywood se mostró asimismo como un gran mujeriego. Había realizado ya 40 películas y en el Nuevo Mundo realizará 58 largometrajes mudos y muchos más sonoros. Adicto al trabajo, no comía él mismo ni dejaba comer a los actores para aprovechar ese tiempo de rodaje, hasta que se formó el sindicato de actores y se lo prohibió; también era característico su deplorable nivel de inglés chapurreado, que hizo que, con frecuencia, un intérprete tuviera que asistir a las filmaciones para aclarar lo que decía.
Dirigió a numerosos actores, en ellos estrellas consagradas como Errol Flynn, casi siempre haciendo pareja con Olivia de Havilland, o James Cagney, en películas que han llegado a ser consideradas como clásicos: Jimmy the Gent (1933), El capitán Blood (1935), La carga de la Brigada Ligera (1936) y Robín de los bosques (1939), lo mismo que a la mítica Bette Davis en su única película en color de los años treinta, La vida privada de Elizabeth y Essex (1939). Asimismo, descubrió el descomunal talento de John Garfield.
La película que ha hecho pasar a Curtiz al Olimpo del cine fue Casablanca (1942), con Humphrey Bogart e Ingrid Bergman, con la que obtuvo su único Óscar. Ya no llegó a salir de los Estados Unidos, donde falleció de cáncer en 1962. Si bien el propio Curtiz había escapado de Europa antes del auge del nazismo, otros miembros de su familia no tuvieron tanta suerte y la familia de su hermana fue enviada a Auschwitz, donde falleció su marido. Curtiz aportó parte de su salario para el Fondo de Cine Europeo, asociación benéfica que ayudaba a los refugiados europeos de la industria del cine para que se establecieran en los Estados Unidos.
A comienzos de los años cuarenta y sobre todo a partir del éxito de Casablanca Curtiz se había vuelto bastante rico y ganaba 3.600 dólares por semana. Era, además, dueño de una finca enorme que poseía un campo de polo. Uno de sus compañeros habituales en este deporte era su amigo el productor de la Warner Hal B. Wallis, cuya esposa, la actriz Louise Fazenda, era muy amiga de la tercera esposa de Curtiz, Bess Meredyth, actriz y guionista. Aunque Curtiz le era frecuentemente infiel con extras y Meredyth lo dejó por un corto tiempo, permanecieron casados hasta 1961, poco antes de la muerte de Curtiz. Ella era de hecho la ayudante de dirección de Curtiz, quien apenas dominaba el inglés hablado y escrito y a menudo la llamaba para aconsejarse cuando se le presentaban problemas de rodaje. Sus principales trabajos en la década de los cuarenta fueron El lobo de mar (1941), Casablanca (1942) y Mildred Pierce (1945). Durante este periodo su estilo se consolida con su característica fluidez de movimientos de cámara, sus fuertes composiciones y sus contrastadas texturas de luz. Para ayudar en la Segunda Guerra Mundial dirigió la película de propaganda Mission to Moscow (1943), encargada por el propio presidente Franklin D. Roosevelt para recabar apoyo en la Unión Soviética. Otros trabajos suyos fueron Four Daughters (1938), Yankee Doodle Dandy (1942), Life With Father (1947), Flamingo Road (1949), Young Man with a Horn y The Breaking Point (1950).
A finales de los años cuarenta firmó un nuevo contrato con la Warner en virtud del cual el estudio y su propia compañía de producción iban a compartir los costos y los beneficios de sus películas posteriores. Sin embargo, estas películas empezaron a resultar un fracaso tras otro, ya fuera a causa de los cambios en la industria del cine en este período o porque Curtiz no se encontraba a gusto o porque había empezado a declinar ya como director. El caso es que hubo pleitos por medio y su relación con los hermanos Warner se rompió definitivamente en 1954. Desde ese año en adelante trabajó como director independiente. 
Su primera película en esta etapa fue Sinuhé, el egipcio (1954), dirigida para la Fox y basada en la novela de mismo título del finlandés Mika Waltari. La protagonizaron Jean Simmons, Victor Mature y Gene Tierney. Dirigió después muchas películas para la Paramount, incluyendo Navidades blancas (1954), con Bing Crosby y Danny Kaye; No somos ángeles (1955), protagonizada por Humphrey Bogart; y King Creole (1958), protagonizada por Elvis Presley.
No llegó a terminar su última película, Los comancheros, pues tuvo que ser ingresado por un cáncer fulminante que acabó con su vida el 10 de abril de 1962; a causa de ello el actor principal, John Wayne, dirigió las últimas escenas, negándose a que su nombre apareciera en los títulos de crédito. Fue enterrado en el Forest Lawn Memorial Park Cemetery de Glendale, California.

## Estilo
Se ha dicho a menudo que Curtiz era un director sin estilo definido: trabajó todos los géneros, no siempre aportando originalidad. Sin embargo, su estilo es muy característico; dinámico, con grandes movimientos de grúa para establecer los entornos y ambientes en que se mueven los personajes, así como ángulos de cámara inusuales; encuadres complejos, con personajes a menudo enmarcados por objetos físicos, mucho movimiento de cámara, planos subjetivos y muy marcado contraste de iluminación, con charcos de sombra. Este estilo suele poner de relieve al personaje sobre su entorno, el cual lo atrapa y representa el papel de la fatalidad y el destino; por demás, los personajes de Curtiz suelen debatirse en dilemas morales tratados más desde un punto de vista emocional que intelectual. Resumiendo, una compleja y dinámica manera de mover la cámara, composiciones robustas y texturas matizadas en la iluminación. Es uno de los representantes del clasicismo de Hollywood y es apreciado por el cinéfilo.

## Filmografía selecta

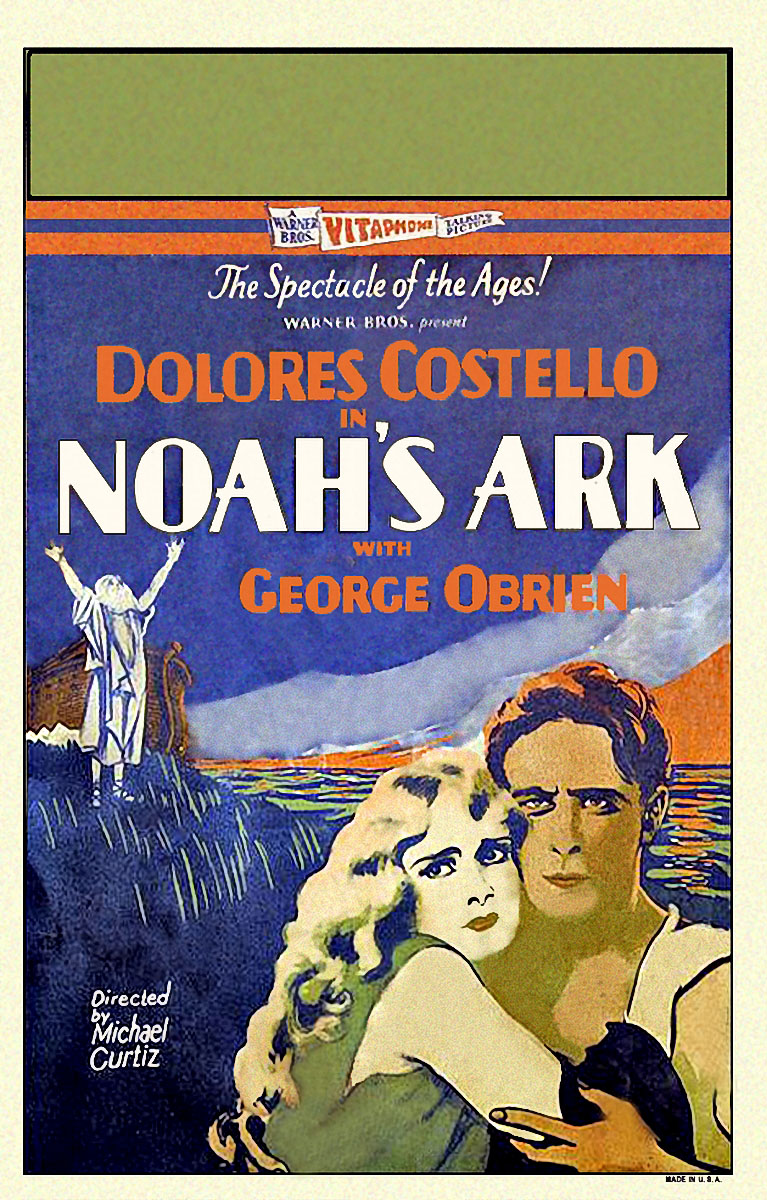
Dolores Costello y George O'Brien representados en un cartel de la película El arca de Noé (1928).

- 1926: La mariposa de oro (Der Goldene Schmetterling)
- 1928: El arca de Noé (Noah's Ark)
- 1930: Bajo la luna de Texas (Under a Texas Moon)
- 1931: El ídolo (The Mad Genius)
- 1932
  - ¿Hay mujeres así? (The Strange Love of Molly Louvain)
  - Esclavos de la tierra (The Cabin in the Cotton)
  - 20.000 años en Sing Sing (20.000 Years in Sing Sing)
- 1933
  - Jimmy the Gent
  - Los crímenes del museo (Mystery of the Wax Museum)
  - Por el mal camino (The Mayor of Hell)
  - Matando en la sombra (The Kennel Murder Case)
  - Hembra (Female)
- 1934: El agente británico (British Agent)
- 1935
  - Casino de París (Go Into Your Dance)
  - Infierno negro (Black Fury)
  - La que apostó su amor (Front Page Woman)
  - El capitán Blood (Captain Blood)
- 1936
  - Los muertos andan (The Walking Dead)
  - El caballero Adverse (Anthony Adverse)
  - La carga de la Brigada Ligera (The Charge of the Light Brigade)
- 1937
  - La mujer marcada (Marked Woman)
  - El heredero perfecto (The Perfect Specimen)
- 1938
  - En busca de oro (Gold Is Where You Find It)
  - Robín de los bosques (The Adventures of Robin Hood)
  - Ángeles con caras sucias (Angels with Dirty Faces)
- 1939
  - Dodge, ciudad sin ley (Dodge City)
  - La vida privada de Elizabeth y Essex (The Private Lives of Elizabeth and Essex)
- 1940
  - Oro, amor y sangre (Virginia City)
  - El halcón del mar (The Sea Hawk)
  - Camino de Santa Fe (Santa Fe Trail)
- 1941
  - El lobo de mar (The Sea Wolf)
  - Bombarderos en picado (Dive Bombers)
- 1942
  - Yanqui Dandy (Yankee Doodle Dandy)
  - Casablanca
- 1943: Misión en Moscú (Mission to Moscow)
- 1944: Pasaje para Marsella (Passage to Marseille)
- 1945: Alma en suplicio (Mildred Pierce)
- 1946: Noche y día (Night and Day)
- 1947: Vivir con papá (Life with Father)
- 1949: Flamingo Road
- 1950
  - Música en el alma (Young Man with a Horn)
  - El rey del tabaco (Bright Leaf)
- 1951
  - La fuerza de las armas (Force of Arms)
  - El hombre de bronce (Jim Thorpe -- All-American)
- 1953: Un conflicto en cada esquina (Trouble Along the Way)
- 1954
  - El muchacho de Oklahoma (The Boy from Oklahoma)
  - Sinuhé, el egipcio (The Egyptian)
  - Navidades blancas (White Christmas)
- 1955: No somos ángeles (We're No Angels)
- 1958
  - King Creole
  - El rebelde orgulloso (The Proud Rebel)
- 1960
  - Las aventuras de Huckleberry Finn (The Adventures of Huckleberry Finn)
  - Escándalo en la corte (A Breath of Scandal)
- 1961: Francisco de Asís (Francis of Assisi)
- 1962: Los comancheros (The Comancheros)

## Premios y distinciones
Premios Óscar
| Año  | Categoría          | Película                 | Resultado |
| ---- | ------------------ | ------------------------ | --------- |
| 1936 | Mejor director     | El capitán Blood         | Nominado  |
| 1939 | Mejor director     | Ángeles con caras sucias | Nominado  |
| 1939 | Mejor director     | Cuatro hijas             | Nominado  |
| 1939 | Mejor cortometraje | Sons of Liberty          | Ganador   |
| 1943 | Mejor director     | Yanqui Dandy             | Nominado  |
| 1944 | Mejor director     | Casablanca               | Ganador   |